# Szente
Szente es un pueblo ubicado en el condado de Nógrád, Hungría.

## Superficie
Posee una superficie de 7,53 kilómetros cuadrados.

## Demografía
Hasta 2021 la población era de 286 habitantes, con una densidad de población de 37,98 habitantes por kilómetro cuadrado.